# La valle dei bruti
La valle dei bruti (Ride the Man Down) è un film del 1952 diretto da Joseph Kane.
È un western statunitense con Brian Donlevy, Rod Cameron, Ella Raines e Forrest Tucker. È basato sul romanzo del 1942 Ride the Man Down di Luke Short.

## Trama
Silvia eredita dal padre, morto durante una tempesta, un ricco e grande ranch che gestisce insieme a suo zio Will. Gli altri mandriani e cow-boys della zona - che ritengono la nuova proprietaria debole e incapace di difendersi - cominciano a spadroneggiare invadendo la tenuta e sfruttandone abusivamente le risorse. Zio Will viene trovato ucciso e lo stesso fidanzato di Silvia la tradisce, accordandosi con un ricco ranchero che spera di prendere il controllo delle terre di Silvia impadronendosi del pozzo. Solo Will, soprastante e già braccio destro del padre di Silvia, si oppone sfidando i prepotenti: alla fine sarà la stessa ragazza a prendere in mano la situazione.

## Produzione
Il film, diretto da Joseph Kane su una sceneggiatura di Mary C. McCall Jr. e un soggetto di Luke Short, fu prodotto da Joseph Kane per la Republic Pictures e girato nell'aprile del 1952 (tra le location Kanab).

## Distribuzione
Il film fu distribuito con il titolo Ride the Man Down negli Stati Uniti nel novembre 1952 al cinema dalla Republic Pictures.
Altre distribuzioni:
- in Australia il 24 settembre 1953
- in Svezia il 30 agosto 1954 (Hämnaren från Västern)
- in Germania Ovest il 29 luglio 1955 (Der Tiger von Utah)
- in Austria nel marzo del 1956 (Der Tiger von Utah)
- in Danimarca l'8 ottobre 1956 (Præriens Robin Hood)
- in Norvegia il 29 agosto 1966 (redistribuzione)
- in Brasile (Marcado para Morrer)
- in Francia (Capturez cet homme!)
- in Italia (La valle dei bruti)

## Promozione
La tagline è: Luke Short's Saturday Evening Post Fighting Story!.

## Curiosità
La locandina italiana del film appare alle spalle di Alberto Sordi nel suo famoso film Un americano a Roma al minuto 23:26